# 말괄량이 대행진
말괄량이 대행진은 1986년 공개된 대한민국의 영화이다.

## 배역
- 하희라 : 유나옥 역
- 이상아 : 유나영 역
- 전영록 : 강민 역
- 손창호 : 방한모 역
- 김주승 : 영호 역
- 백장미
- 현지영
- 고앤이
- 김현우 (남학생 조연)